# Sveti Ivan
Sveti Ivan (bulgariska: Свети Иван) är en ö i Bulgarien.   Den ligger i regionen Burgas, i den östra delen av landet, 400 km öster om huvudstaden Sofia.